# 杉浦碧
杉浦 碧（すぎうら あお、2004年6月4日 - ）は、日本の子役。キリンプロ所属。
趣味はビー玉集め。特技は歌うこと。

## 出演

### TV
- 日経スペシャル ガイアの夜明け（2006年、テレビ東京系）
- オリキュン（2006年、フジテレビ系）
- 徳光和夫の感動再会"逢いたい"（2008年、TBS系）
- おもいッきりイイ!!テレビ（2008年、NTV系）
- シルシルミシル（2008年、テレビ朝日系）

### CM
- SUBARU STELLA（2006年）